# Ciritei, Botoșani
Ciritei este un sat în comuna Trușești din județul Botoșani, Moldova, România. La Recensământul Populației din 2021 avea 3 locuitori.
 Acest articol despre o localitate din județul Botoșani este deocamdată un ciot. Puteți ajuta Wikipedia prin completarea lui.